# Lipoproteine(a)
Lipoproteïne(a) of Lp(a) is een atypisch lipoproteïne met nog onbekende functie. Het  werd in 1963 voor het eerst door de Noor Kåre Berg geïdentificeerd. Hoewel apolipoproteïne B (apo B) op Lp (a) aanwezig is, apolipoproteïne (a) (apo (a)) is de voornaamste eiwitcomponent van Lp (a). Apo (a) wordt via een covalente binding gebonden aan apo B. Lp (a)is via een deeltje Apolipoproteïne B gekoppeld aan een deeltje Low-density-lipoproteïne (LDL)? De hoeveelheid is sterk erfelijk bepaald.
Transvetzuren verhogen de concentratie van lipoproteïne(a) en triglyceriden in het bloed.
Lp(a) is genoemd als een onafhankelijke risicofactor voor het ontwikkelen van atherosclerose.  Verhoogde Lp(a)-spiegels correleren sterk met het ontwikkelen van hart- en vaatziekten, herseninfarct, TIA en nefropathie. Het vergroot de kans op aortaklepverkalking.
Momenteel is Lp(a)-verlaging alleen mogelijk met nicotinezuur, acetosal (aspirine)en Lp(a)-aferese. Nieuwe geneesmiddelen die de concentratie Lp(a) verlagen, zijn in ontwikkeling. Statines blijken niet te verlagen.